# Borowa (Dobryszyce)
Pour les articles homonymes, voir Borowa.
Borowa (prononcé en polonais : [bɔˈrɔva]) est un village de la gmina de Dobryszyce , du powiat de Radomsko, dans la voïvodie de Łódź, situé dans le centre de la Pologne.
Il se situe à environ 6 kilomètres au nord de Dobryszyce (siège de la gmina), 15 kilomètres au nord de Radomsko (siège du powiat) et 67 kilomètres au sud de Łódź (capitale de la voïvodie).
Sa population s'élevait approximativement à 150 habitants en 2006.

## Administration
De 1975 à 1998, le village était attaché administrativement à l'ancienne voïvodie de Piotrków.

Depuis 1999, il fait partie de la nouvelle voïvodie de Łódź.